# Miron Cozma
Miron Cozma (ur. 25 sierpnia 1954) – rumuński górnik, działacz związkowy, polityk.

## Biografia
W 1977 roku wziął udział w protestach górniczych w dolinie Jiu. W latach 1977–1983 był informatorem tzw. Securitate. Przyjął kryptonim „Paul”. Działalność polityczną rozpoczął w 1990 roku w środowisku górniczym.
Na początku 1990 roku Miron Cozma został liderem górników, którzy uczestniczyli w tłumieniu protestów opozycji demokratycznej podczas mineriad. Na wezwanie Prezydenta Rumunii przez dwa dni niszczył z górnikami siedziby niezależnych redakcji i antykomunistycznych partii. W 1991 roku na wezwanie Prezydenta Rumunii Iona Iliescu górnicy Cozmy przybyli do Bukaresztu w celu rozprawienia się z rządem Petre Romana. W wyniku najazdu górników rząd Romana podał się do dymisji. Po wyborach prezydenckich w 1996 roku Cozmę skazano na 1,5 roku więzienia za nadużycia finansowe. Po zwycięstwie Rumuńskiej Konwencji Demokratycznej w wyborach parlamentarnych planowano czwarty marsz na Bukareszt, który miał obalić nowo powstały rząd. Brak przywódcy prawdopodobnie zadecydował o upadku marszu. Po wyjściu na wolność w 1998 roku wstąpił do skrajnie nacjonalistycznej Partii Wielkiej Rumunii.
Po zerwaniu z postkomunistami w lutym 1999 roku został postawiony w stan oskarżenia przez Sąd Najwyższy i skazany na osiemnaście lat więzienia za zorganizowanie mineriady w 1991 roku. Kilka dni później Cozma wraz z kilkoma tysiącami górników rozpoczęli kolejną mineriadę, by zaprotestować przeciwko wydanemu przez Sąd Najwyższy wyrokowi. Podczas starć policji z górnikami został zatrzymany. W obronie Cozmy w maju 1999 roku odbyła się kolejna mineriada, która została zatrzymana przez policję. 
W grudniu 2004 roku Cozma został chwilowo ułaskawiony przez Iona Iliescu. Po anulowaniu ułaskawienia Cozma próbował uciec z więzienia w Timișoarze. W 2007 roku został zwolniony.
W 2017 roku Miron Cozma został oskarżony o zbrodnie przeciwko ludzkości, jakich dokonał podczas mineriady w czerwcu 1990 roku. Akt oskarżenia objął także byłego prezydenta Rumunii Iona Iliescu, byłego premiera Rumunii Petre Romana i piętnaście innych osób.